# Tengella radiata
Tengella radiata är en spindelart som först beskrevs av Kulczynski 1909.  Tengella radiata ingår i släktet Tengella och familjen Tengellidae.
Artens utbredningsområde är Costa Rica. Inga underarter finns listade i Catalogue of Life.